# ولتسهایم
شهر ولتسهایم (به آلمانی: Welzheim) در ایالت بادن-وورتمبرگ در کشور آلمان واقع شده‌است.